# Ziegenproblem (Geometrie)
Das Ziegenproblem – auch Die grasende Ziege genannt – ist ein seit dem 18. Jahrhundert bekanntes Problem der Unterhaltungsmathematik. Die erste Veröffentlichung erfolgte 1748 in dem in England einmal jährlich erscheinenden The Ladies Diary: or, the Woman’s Almanack.

## Problemstellung
Wie groß muss bei der gezeigten Abbildung {\displaystyle r} sein, damit die rote Fläche die Hälfte der Kreisfläche ist? Konkrete Motivation: Am Punkt {\displaystyle Q} sei eine Ziege (oder ein anderes Tier) angebunden. Wie lang muss die Leine sein, damit das Tier auf genau der Hälfte der Kreisfläche grasen kann?

## Lösung mit Berechnung der Linsenfläche
Die von der Ziege erreichbare Fläche hat die Form einer asymmetrischen Linse (siehe Berechnungsskizze), die von zwei Kreisbögen begrenzt wird.
Um den Flächeninhalt {\displaystyle A} der durch die zwei Kreisbögen begrenzten Fläche zu bestimmen, kann man diese in zwei Kreissegmente zerlegen, wobei die Trennungslinie {\displaystyle a} in den beiden Schnittpunkten {\displaystyle D} und {\displaystyle E} der Kreisbögen endet. Mit {\displaystyle R} wird der Radius des Kreises, der die Wiese darstellt, und mit {\displaystyle r} derjenige des Kreises, dessen Mittelpunkt {\displaystyle Q} auf dem Kreisrand des anderen liegt, und mit {\displaystyle d} wird der Abstand zwischen den zwei Kreismittelpunkten {\displaystyle P} und {\displaystyle Q} bezeichnet.

### Höhen d1und d2der rechtwinkligen Dreiecke MDP bzw. DMQ
Gegeben: {\displaystyle R} sowie {\displaystyle d=d_{1}+d_{2}}
Nach dem Satz des Pythagoras gilt:
{\displaystyle {\begin{aligned}(1)\;\;R^{2}={}&d_{1}^{2}+\left({\frac {a}{2}}\right)^{2}\;\;\Rightarrow \;\;(1.1)\;\left({\frac {a}{2}}\right)^{2}=R^{2}-d_{1}^{2}\\(2)\;\;\;r^{2}={}&\left(d-d_{1}\right)^{2}+\left({\frac {a}{2}}\right)^{2},\end{aligned}}}
{\displaystyle \left({\frac {a}{2}}\right)^{2}} von {\displaystyle \left(1.1\right)} in {\displaystyle \left(2\right)} eingesetzt ergibt
{\displaystyle \;\left(3\right)\;\;r^{2}=\left(d-d_{1}\right)^{2}+R^{2}-d_{1}^{2},}

Berechnungsskizze Die grasende Ziege

ausmultipliziert und umgeordnet ergibt
{\displaystyle \;\left(4\right)\;\;r^{2}-R^{2}=d^{2}-2d\cdot d_{1},}
daraus {\displaystyle d_{1}} ergibt
{\displaystyle \;\left(5\right)\;\;d_{1}={\frac {d^{2}-r^{2}+R^{2}}{2d}},}
wegen {\displaystyle d=d_{1}+d_{2}} wird {\displaystyle \left(5\right)} entsprechend ergänzt
{\displaystyle \;\left(6\right)\;\;d={\frac {d^{2}-r^{2}+R^{2}}{2d}}+{\frac {d^{2}+r^{2}-R^{2}}{2d}},}
wegen {\displaystyle d_{2}=d-d_{1}} ergibt sich schließlich
{\displaystyle \;\left(7\right)\;\;d_{2}={\frac {d^{2}+r^{2}-R^{2}}{2d}}.}

### Radius r
Mittels zweimaliger Anwendung der Formel für den Flächeninhalt eines Kreissegments mit {\displaystyle d} als Abstand des Kreismittelpunktes {\displaystyle P} bzw. {\displaystyle Q} bis zur Kreissehne {\displaystyle a}
{\displaystyle \;\left(8\right)\;\;A=R^{2}\arccos \left({\frac {d}{R}}\right)-d{\sqrt {\left(R-d\right)\left(R+d\right)}}}
und den darin eingesetzten Termen {\displaystyle d_{1}} von {\displaystyle (5)} und {\displaystyle d_{2}} von {\displaystyle (7),} erhält man nach entsprechender Umformulierung die Formel für den Flächeninhalt der asymmetrischen Linse:
{\displaystyle {\begin{aligned}(9)\;\;A={}&A_{1}\left(R,d_{1}\right)+A_{2}\left(r,d_{2}\right)\\={}&R^{2}\arccos \left({\frac {d^{2}-r^{2}+R^{2}}{2dR}}\right)+r^{2}\arccos \left({\frac {d^{2}+r^{2}-R^{2}}{2dr}}\right)\;-\\&{}{\frac {1}{2}}{\sqrt {(d-r+R)(d+r+R)(d+r-R)(-d+r+R)}}\,.\end{aligned}}}
Für {\displaystyle R=d=1} und halber Kreisfläche vereinfacht sich dies zu
{\displaystyle \;\left(10\right)\;{\frac {1}{2}}\pi =\arccos \left(1-{\frac {1}{2}}r^{2}\right)+r^{2}\arccos \left({\frac {1}{2}}r\right)-{\frac {1}{2}}r{\sqrt {4-r^{2}}}.}
Diese Gleichung kann nur numerisch gelöst werden und ergibt {\displaystyle r=1{,}1587284\ldots } (Folge A133731 in OEIS).

## Lösung mit Integration
Aus der Integration über die rechte Hälfte der Linsenfläche mit
{\displaystyle {\frac {1}{4}}\pi =\int _{0}^{\sqrt {r^{2}-{\frac {r^{4}}{4}}}}\left({\sqrt {r^{2}-t^{2}}}+{\sqrt {1-t^{2}}}-1\right)\,\mathrm {d} t}
ergibt sich die ebenfalls transzendente Gleichung
{\displaystyle r={\frac {\pi }{\pi r-{\sqrt {4-r^{2}}}+\left({\frac {4}{r}}-2r\right)\arcsin \left({\frac {1}{2}}r\right)}}}
mit der gleichen Lösung.

## Geometrische Näherungslösung

Die grasende Ziege,
mit Approximation der halben Wiesenfläche (grün).
die Länge der Leine

Zwei sich schneidende Kreise und deren Schnittpunkt liefern den gesuchten Radius, der die kreisförmige Wiesenfläche nahezu halbiert.

### Konstruktion
Es beginnt mit dem Einheitskreis um Punkt {\displaystyle P} und dem Einzeichnen von zwei zueinander senkrecht stehenden Radien; dabei ergeben sich die Schnittpunkte {\displaystyle A} und {\displaystyle Q.} Es folgt der Kreisbogen {\displaystyle kb} um {\displaystyle A} mit Radius {\displaystyle |{\overline {AB}}|={\tfrac {1}{3}}\cdot |{\overline {AP}}|.} Er schneidet den Kreis in {\displaystyle C} und bringt damit den gesuchten Radius {\displaystyle r} als Länge der Strecke {\displaystyle |{\overline {QC}}|.} Der abschließende Kreisbogen um Punkt {\displaystyle Q} mit Radius {\displaystyle r} ab {\displaystyle C} schneidet den Kreis in {\displaystyle D} und liefert nahezu eine Halbierung der Kreisfläche.

### Nachrechnung

Berechnungsskizze

Aus der nebenstehenden Berechnungsskizze bzw. aus der obigen Konstruktionsbeschreibung ist zu entnehmen:
- {\displaystyle k_{1}} ist der Einheitskreis mit der Gleichung

{\displaystyle k_{1}:x^{2}+y^{2}=1}
- {\displaystyle kb} ist ein Teil des Kreises {\displaystyle k_{2}} mit dem Radius {\displaystyle {\frac {1}{3}}\cdot |{\overline {AP}}|} und der Gleichung

{\displaystyle k_{2}:\left(x-1\right)^{2}+y^{2}=0,{\bar {1}}={\frac {1}{9}}}
- Punkt {\displaystyle C} ist der Schnittpunkt des Kreises {\displaystyle k_{1}} mit dem Kreis {\displaystyle k_{2}.} Die Abstände des Punktes {\displaystyle C} in einem kartesischen Koordinatensystem sind: {\displaystyle x=|{\overline {FC}}|} und {\displaystyle y=|{\overline {PF}}|.}

Die Länge der Strecke {\displaystyle |{\overline {FC}}|=x} erhält man durch Subtraktion der beiden Kreisgleichungen:
{\displaystyle {\begin{aligned}\;k_{2}:\;\;\left(x-1\right)^{2}\;+\;\;y^{2}&={\frac {1}{9}}\\x^{2}-2x+1+y^{2}&={\frac {1}{9}}\\k_{1}:\;\;\;\;\;\;\;\;x^{2}\;\;\;+\;\;\;y^{2}&=1|\;\;k_{2}-k_{1}\\1-2x&=-{\frac {8}{9}}\Rightarrow \\x&={\frac {17}{18}}.\end{aligned}}}
Die Länge der Strecke {\displaystyle |{\overline {PF}}|} erhält man durch Einsetzen des x-Wertes in die Kreisgleichung des Kreises {\displaystyle k_{1}:}
{\displaystyle {\begin{aligned}\;k_{1}:\left({\frac {17}{18}}\right)^{2}+y^{2}&=1\\y^{2}&=1-{\frac {289}{324}}\\y^{2}&={\frac {35}{324}}\\y&={\frac {\sqrt {35}}{18}}\end{aligned}}}
Somit ist die Länge der Strecke {\displaystyle |{\overline {FQ}}|=1-{\frac {\sqrt {35}}{18}}.}
Für die Hypotenuse {\displaystyle |{\overline {QC}}|=r} des rechtwinkligen Dreiecks {\displaystyle QCF} gilt nach dem Satz des Pythagoras:
{\displaystyle {\begin{aligned}\;r&={\sqrt {\left(|{\overline {FQ}}|\right)^{2}+\left(|{\overline {FC}}|\right)^{2}}}\\&={\sqrt {\left(1-{\frac {\sqrt {35}}{18}}\right)^{2}+\left({\frac {17}{18}}\right)^{2}}}\Rightarrow \\&={\frac {\sqrt {18-{\sqrt {35}}}}{3}}\Rightarrow \\r&=1{,}158731117161276\ldots [LE]\end{aligned}}}
Absoluter Fehler der konstruierten Länge {\displaystyle r} der Leine; darin entspricht Radius {\displaystyle r_{n}} dem numerisch gelösten {\displaystyle r} (s. oben):
{\displaystyle F_{r}=r-r_{n}=1{,}158731117-1{,}158728473=0{,}000002644\ldots } [LE]
Für den relativen Fehler des konstruierten Radius {\displaystyle r} gilt:
{\displaystyle f_{r}=\left({\frac {r}{r_{n}}}-1\right)\cdot 100\,\%,}
mit den eingesetzten Werten ergibt sich
{\displaystyle f_{r}=\left({\frac {1{,}158731117}{1{,}158728473}}-1\right)\cdot 100\,\%\approx 0{,}000228\%.}
Den Radius {\displaystyle r} eingesetzt in die vereinfachte Formel der Linsenfläche für den Einheitskreis (mit {\displaystyle R=d=1}), oben in Lösung mit Berechnung der Linsenfläche beschrieben, ergibt näherungsweise die konstruierte halbe, im Bild grüne, Wiesenfläche
{\displaystyle {A_{k}=1{,}158731117^{2}\cdot \arccos \left({\frac {1}{2}}\cdot 1{,}158731117\right)+\arccos \left(1-{\frac {1}{2}}\cdot 1{,}158731117^{2}\right)-{\frac {1}{2}}\cdot 1{,}158731117\cdot {\sqrt {4-1{,}158731117^{2}}}=1{,}570802165\ldots }} [FE].
Flächeninhalt der halben Wiese (halber Einheitskreis)
{\displaystyle A_{W}={\frac {\pi }{2}}=1{,}570796326\ldots } [FE]
Absoluter Fehler der approximierten halben Wiesenfläche
{\displaystyle F_{A_{k}}=A_{k}-A_{W}=1{,}570802165-1{,}570796326=0{,}000005829\ldots } [FE]
Relativer Fehler der approximierten halben Wiesenfläche (Formel siehe oben bei {\displaystyle f_{r}})
{\displaystyle f_{A_{k}}=\left({\frac {1{,}570802165}{1{,}570796326}}-1\right)\cdot 100\,\%\approx 0{,}000371\,\%}

### Verdeutlichung der Approximation
Hätte z. B. die kreisförmige Wiese einen Radius gleich {\displaystyle 100\;\mathrm {m} ,} dann wäre die Leine um ca. {\displaystyle 0{,}3\;\mathrm {mm} } zu lang und die Ziege könnte – angebunden am Punkt {\displaystyle Q} an eine Leine mit der Länge {\displaystyle 115,8731\;\mathrm {m} } – außer der für sie vorgesehenen Hälfte der Wiesenfläche (rund {\displaystyle 15.707,963\;\mathrm {m} ^{2}}), noch zusätzlich {\displaystyle 5{,}8\;\mathrm {dm} ^{2}} abgrasen, das wären etwa {\displaystyle 40\;\mathrm {mm} ^{2}} weniger als ein DIN-A4-Blatt.

## Geschlossene Lösung
Mit Methoden der komplexen Geometrie fand Ingo Ullisch im Jahr 2020 folgende geschlossene Lösung
{\displaystyle r=2\cos \left({\frac {1}{2}}{\frac {\oint _{|z-3\pi /4|=\pi /4}z/(\sin z-z\cos z-\pi /2)\,dz}{\oint _{|z-3\pi /4|=\pi /4}1/(\sin z-z\cos z-\pi /2)\,dz}}\right)}

## Erweiterungen

### Die Ziege im Weltall

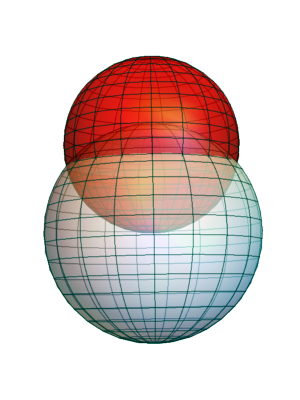
Der dreidimensionale Fall mit Einheitskugel oben und Ziegenkugel unten

Im dreidimensionalen Fall befindet sich Punkt {\displaystyle Q} auf der Oberfläche einer Einheitskugel, und die Fragestellung ist, wie groß der Radius {\displaystyle r} der zweiten Kugel sein muss, damit der Schnittkörper genau die Hälfte des Volumens der Einheitskugel hat.
Der vom Tier erreichbare Teil der Einheitskugel hat die Form einer dreidimensionalen Linse mit unterschiedlich gewölbten Seiten, die von den beiden Kugelkalotten begrenzt wird.
Das Volumen {\displaystyle V} einer Linse bei zwei Kugeln mit Radien {\displaystyle R,r} und Mittelpunktabstand {\displaystyle d} ist:
{\displaystyle V={\frac {\pi (R+r-d)^{2}\left(d^{2}+2dr-3r^{2}+2dR+6rR-3R^{2}\right)}{12d}}}
was sich bei {\displaystyle R=d=1} und halbem Kugelvolumen vereinfacht zu
{\displaystyle {\frac {1}{2}}\cdot {\frac {4}{3}}\pi =-{\frac {1}{4}}\pi r^{4}+{\frac {2}{3}}\pi r^{3}}
woraus als Lösung folgt {\displaystyle r=1{,}2285\ldots }
Es kann gezeigt werden, dass sich {\displaystyle r} bei weiter zunehmender Dimensionalität dem Wert {\displaystyle {\sqrt {2}}} annähert.

### Die Ziege am Silo

Das Ziegenproblem mit Silo für Seillängen von,,, und (grün)

Die Ziege außerhalb des Kreises

Im zweidimensionalen Fall kann auch die Frage nach der Größe der erreichbaren Fläche außerhalb des roten Kreises gestellt werden. Das entspricht der Situation, dass das Tier an einem Silo festgebunden ist.
In diesem Fall besteht die Fläche aus einem Halbkreis (hellblau) mit Radius {\displaystyle r} und zwei Flächen, die durch den roten Kreis und die Kreisevolvente begrenzt sind (dunkelblau). Aus der Sektorformel von Leibniz folgt der Inhalt einer der dunkelblauen Flächen. Die gesamte erreichbare Fläche (hell- und dunkelblau) beträgt dann
{\displaystyle A={\frac {1}{2}}\pi r^{2}+{\frac {1}{3}}r^{3}}
unter der Bedingung, dass {\displaystyle r\leq \pi } (andernfalls überschneiden sich die beiden dunkelblauen Flächen auf der Rückseite des Silos).